# Millennium (альбом Backstreet Boys)
Millennium (с англ. — «Тысячелетие») — третий студийный альбом американской группы Backstreet Boys, вышедший в 1999 году. Диск выпущен после американской версии дебютного альбома и второго международного альбома Backstreet's Back, став тем самым первым альбомом группы, выпущенным в одной версии и в одно время по всему миру. Millennium стал самым продаваемым альбомом 1999 года с продажами 9 445 732 экземпляра. Диск получил 5 номинаций на премию «Грэмми», включая «Альбом года».

## Об альбоме
Millennium побил многочисленные рекорды, тем самым став самым успешным альбомом группы. «Millennium» становился платиновым в США тринадцать раз и получил золотой и платиновый статус в 45 странах мира. Он получил 5 номинаций на премию Грэмми, включая «Альбом года» и занимает восьмое место в списке самых продаваемых альбомов в мире. Всего по всему миру было продано более 40 млн экземпляров альбома.

## Успех альбома
В день релиза альбома, 18 мая 1999 года, группа совершила визит на программу MTV Total Request Live. Около 30 тысяч поклонников собрались у студии на Таймс-сквер, перекрыв движение автотранспорта. Альбом стартовал в чарте Billboard 200 на первом месте и оставался там в течение десяти недель. В первую неделю после релиза альбом побил рекорды продаж (1 134 000 экземпляров). За первый день продаж только в США альбом разошёлся в количестве почти 500 тысяч экземпляров, поставив тем самым рекорд.
«Millennium» стал самым продаваемым альбомом 1999 года с продажами 9 445 732 экземпляра. Альбом получил 5 номинаций на премию Грэмми, включая «Альбом года». Он доминировал в мировых чартах, оказавшись на первом месте в Австрии, Бельгии, Дании, Германии, Греции, Гонконге, Голландии, Индии, Индонезии, Исландии, Испании, Италии, Канаде, Корее, Малайзии, Мехико, Новой Зеландии, Норвегии, Португалии, Сингапуре, Тайвани, Таиланде, Филиппинах, Швейцарии и Швеции.

## Список композиций
| №   | Название                              | Автор(ы)                                      | Длительность |
| --- | ------------------------------------- | --------------------------------------------- | ------------ |
| 1.  | «Larger than life»                    | Макс Мартин, Кристиан Лундин, Брайан Литтрелл | 3:52         |
| 2.  | «I want it that way»                  | Андреас Карлссон, Макс Мартин                 | 3:33         |
| 3.  | «Show me the meaning of being lonely» | Макс Мартин, Херберт Кричлоу                  | 3:54         |
| 4.  | «It's gotta be you»                   | Макс Мартин, Роберт Джон Ланж                 | 2:56         |
| 5.  | «I need you tonight»                  | Эндрю Фромм                                   | 4:23         |
| 6.  | «Don’t want you back»                 | Макс Мартин                                   | 3:25         |
| 7.  | «Don’t wanna lose you now»            | Макс Мартин                                   | 3:54         |
| 8.  | «The one»                             | Макс Мартин, Брайан Литтрелл                  | 3:46         |
| 9.  | «Back to your heart»                  | Гэри Бейкер, Джейсон Блюме, Кевин Ричардсон   | 4:21         |
| 10. | «Spanish eyes»                        | Эндрю Фромм, Сэнди Линцер                     | 3:53         |
| 11. | «No one else comes close»             | Гэри Бейкер, Джозеф Томас, Уэйн Перри         | 3:42         |
| 12. | «The perfect fan»                     | Брайан Литтрелл, Джозеф Томас                 | 4:13         |

## Хит-парады и сертификации
| Страна                         | Высшая позиция |
| ------------------------------ | -------------- |
| Австралия                      | 2              |
| Австрия                        | 1              |
| Бельгия                        | 1              |
| Великобритания                 | 2              |
| Венгрия                        | 2              |
| Германия                       | 1              |
| Голландия                      | 1              |
| Дания                          | 1              |
| Европа European Top 100 Albums | 1              |
| Испания                        | 1              |
| Италия                         | 1              |
| Канада                         | 1              |
| Малайзия                       | 1              |
| Новая Зеландия                 | 1              |
| Норвегия                       | 1              |
| Португалия                     | 1              |
| США Billboard 200              | 1              |
| Финляндия                      | 1              |
| Франция                        | 8              |
| Швейцария                      | 1              |
| Швеция                         | 1              |
| Япония                         | 6              |

| Страна         | Представитель | Статус                   | Продажи     |
| -------------- | ------------- | ------------------------ | ----------- |
| Австралия      | ARIA          | 3× Платиновый            | 210 000+    |
| Австрия        | IFPI          | Золотой                  | 25 000+     |
| Аргентина      | CAPIF         | 3× Платиновый            | 180 000+    |
| Бельгия        | IFPI          | 2× Платиновый            | 100 000+    |
| Бразилия       | ABPD          | 2× Платиновый            | 500 000+    |
| Великобритания | BPI           | Платиновый               | 300 000+    |
| Германия       | BVMI          | Платиновый               | 750 000+    |
| Голландия      | IFPI          | 2× Платиновый            | 200 000+    |
| Европа         | IFPI          | 2× Платиновый            | 2 000 000+  |
| Канада         | CRIA          | Бриллиантовый            | 1 000 000+  |
| Коломбия       | IFPI          | Золотой                  | 30 000+     |
| Мексика        | AMPF          | 4× Платиновый, 1×Золотой | 675 000+    |
| Новая Зеландия | RIANZ         | 2× Платиновый            | 30 000+     |
| Норвегия       | IFPI          | Платиновый               | 40 000+     |
| Польша         | ZPAV          | Золотой                  | 50 000+     |
| Португалия     | IFPI          | Платиновый               | 40 000+     |
| США            | RIAA          | 13× Платиновый           | 13 000 000+ |
| Финляндия      | IFPI          | Платиновый               | 42 525      |
| Швейцария      | IFPI          | Платиновый               | 50 000+     |
| Швеция         | IFPI          | Платиновый               | 80 000+     |
| Южная Корея    | IFPI          | 4× Платиновый            | 250 000+    |